# Brasil Open
Brasil Open byl profesionální tenisový turnaj mužů hraný v brazilském městě São Paulu, jehož dějištěm se v roce 2018 stala hala Ginásio do Ibirapuera s antukovými dvorci. V říjnu 2019 organizátoři oznámili, že turnaj přesunou do chilské metropole Santiaga. V sezóně 2020 tak byl obnoven Chile Open. V letech 1999–2002 probíhal rovněž ženský turnaj WTA Brasil Open.

## Historie
V období 2001–2011 Brasil Open probíhal na otevřených dvorcích v Costa do Sauípe, ležícím v brazilském státu Bahia, nejdříve na tvrdém povrchu (2001–2003) a poté na antuce. V letech 2012–2016 se událost konala v halovém Complexo Desportivo Constâncio Vaz Guimarães, který obsahoval kryté antukové kurty.
V rámci okruhu ATP Tour se turnaj mezi roky 2009–2019 řadil do kategorie ATP Tour 250. Do dvouhry nastupovalo dvacet osm hráčů a čtyřhry se účastnilo šestnáct párů. Nejvyšší počet tří singlových titulů získal Španěl Nicolás Almagro, jenž vyhrál v letech 2008, 2011 a 2012. Trofej si také připsali bývalé světové jedničky Gustavo Kuerten, Rafael Nadal, či dvojnásobný olympijský vítěz Nicolás Massú.
V letech 1999–2002 se hrál také ženský turnaj WTA Brasil Open, jehož první dva ročníky 1999 a 2000 se konaly na otevřených antukových dvorcích v São Paulu. Poté došlo k jeho přemístění do Bahie, kde proběhly ročníky 2001 a 2002 na otevřených kurtech s tvrdým povrchem. Na okruhu WTA Tour patřil v úvodních dvou sezónách do kategorie Tier IVa a závěrečné dva roky se uskutečnily v rámci Tier II. Rozpočet k sezóně 2002 činil 650 000 dolarů.

## Přehled finále

### Mužská dvouhra
| Místo           | rok  | vítěz               | finalista            | výsledek                |
| --------------- | ---- | ------------------- | -------------------- | ----------------------- |
| São Paulo       | 2019 | Guido Pella         | Cristian Garín       | 7–5, 6–3                |
| São Paulo       | 2018 | Fabio Fognini       | Nicolás Jarry        | 1–6, 6–1, 6–4           |
| São Paulo       | 2017 | Pablo Cuevas (3)    | Albert Ramos-Viñolas | 6–7(3–7), 6–4, 6–4      |
| São Paulo       | 2016 | Pablo Cuevas        | Pablo Carreño Busta  | 7–6(7–4), 6–3           |
| São Paulo       | 2015 | Pablo Cuevas        | Luca Vanni           | 6–4, 3–6, 7–6(7–4)      |
| São Paulo       | 2014 | Federico Delbonis   | Paolo Lorenzi        | 4–6, 6–3, 6–4           |
| São Paulo       | 2013 | Rafael Nadal        | David Nalbandian     | 6–2, 6–3                |
| São Paulo       | 2012 | Nicolás Almagro     | Filippo Volandri     | 6–3, 4–6, 6–4           |
| Costa do Sauípe | 2011 | Nicolás Almagro     | Alexandr Dolgopolov  | 6–3, 7–6(7–3)           |
| Costa do Sauípe | 2010 | Juan Carlos Ferrero | Łukasz Kubot         | 6–1, 6–0                |
| Costa do Sauípe | 2009 | Tommy Robredo       | Thomaz Bellucci      | 6–3, 3–6, 6–4           |
| Costa do Sauípe | 2008 | Nicolás Almagro     | Carlos Moyà          | 7–6(7–4), 3–6, 7–5      |
| Costa do Sauípe | 2007 | Guillermo Cañas     | Juan Carlos Ferrero  | 7–6(7–4), 6–1           |
| Costa do Sauípe | 2006 | Nicolás Massú       | Alberto Martín       | 6–3, 6–4                |
| Costa do Sauípe | 2005 | Rafael Nadal        | Alberto Martín       | 6–0, 6–7(2–7), 6–1      |
| Costa do Sauípe | 2004 | Gustavo Kuerten     | Agustín Calleri      | 3–6, 6–2, 6–3           |
| Costa do Sauípe | 2003 | Sjeng Schalken      | Rainer Schüttler     | 6–2, 6–4                |
| Costa do Sauípe | 2002 | Gustavo Kuerten     | Guillermo Coria      | 6–7(4–7), 7–5, 7–6(7–2) |
| Costa do Sauípe | 2001 | Jan Vacek           | Fernando Meligeni    | 2–6, 7–6(7–2), 6–3      |

### Mužská čtyřhra
| Místo           | rok  | vítězové                                  | finalistové                              | výsledek              |
| --------------- | ---- | ----------------------------------------- | ---------------------------------------- | --------------------- |
| São Paulo       | 2019 | Federico Delbonis (2) Máximo González (2) | Luke Bambridge Jonny O'Mara              | 6–4, 6–3              |
| São Paulo       | 2018 | Federico Delbonis Máximo González         | Wesley Koolhof Artem Sitak               | 6–4, 6–2              |
| São Paulo       | 2017 | Rogério Dutra da Silva André Sá           | Marcus Daniell Marcelo Demoliner         | 7–6(7–5), 5–7, [10–7] |
| São Paulo       | 2016 | Julio Peralta Horacio Zeballos            | Pablo Carreño Busta David Marrero        | 4–6, 6–1, [10–5]      |
| São Paulo       | 2015 | Juan Sebastián Cabal Robert Farah         | Paolo Lorenzi Diego Schwartzman          | 6–4, 6–2              |
| São Paulo       | 2014 | Guillermo García-López Philipp Oswald     | Juan Sebastián Cabal Robert Farah Maksúd | 5–7, 6–4, [15–13]     |
| São Paulo       | 2013 | Alexander Peya Bruno Soares               | František Čermák Michal Mertiňák         | 6–7(5–7), 6–2, [10–7] |
| São Paulo       | 2012 | Eric Butorac Bruno Soares                 | Michal Mertiňák André Sá                 | 3–6, 6–4, [10–8]      |
| Costa do Sauípe | 2011 | Marcelo Melo Bruno Soares                 | Pablo Andújar Daniel Gimeno Traver       | 7–6(7–4), 6–3         |
| Costa do Sauípe | 2010 | Pablo Cuevas Marcel Granollers            | Łukasz Kubot Oliver Marach               | 7–5, 6–4              |
| Costa do Sauípe | 2009 | Marcel Granollers Tommy Robredo           | Lucas Arnold Ker Juan Mónaco             | 6–4, 7–5              |
| Costa do Sauípe | 2008 | Marcelo Melo André Sá                     | Albert Montañés Santiago Ventura         | 4–6, 6–2, 10–7        |
| Costa do Sauípe | 2007 | Lukáš Dlouhý Pavel Vízner                 | Albert Montañés Rubén Ramírez Hidalgo    | 6–2, 7–6(7–4)         |
| Costa do Sauípe | 2006 | Lukáš Dlouhý Pavel Vízner                 | Mariusz Fyrstenberg Marcin Matkowski     | 6–1, 4–6, 10–3        |
| Costa do Sauípe | 2005 | František Čermák Leoš Friedl              | José Acasuso Ignacio González King       | 6–4, 6–4              |
| Costa do Sauípe | 2004 | Mariusz Fyrstenberg Marcin Matkowski      | Tomas Behrend Leoš Friedl                | 6–2, 6–2              |
| Costa do Sauípe | 2003 | Todd Perry Thomas Shimada                 | Scott Humphries Mark Merklein            | 6–2, 6–4              |
| Costa do Sauípe | 2002 | Scott Humphries Mark Merklein             | Gustavo Kuerten Leoš Friedl              | 6–3, 7–6(7–1)         |
| Costa do Sauípe | 2001 | Enzo Artoni Daniel Melo                   | Brent Haygarth Gastón Etlis              | 6–3, 1–6, 7–6(7–5)    |

### Ženská dvouhra
| Rok  | vítězka              | finalistka           | výsledek      |
| ---- | -------------------- | -------------------- | ------------- |
| 2002 | Anastasija Myskinová | Eleni Daniilidou     | 6–3, 0–6, 6–2 |
| 2001 | Monika Selešová      | Jelena Dokićová      | 6–2, 6–3      |
| 2000 | Rita Kutiová-Kisová  | Paola Suárezová      | 4–6, 6–4, 7–5 |
| 1999 | Fabiola Zuluagová    | Patricia Wartuschová | 7–5, 4–6, 7–5 |

### Ženská čtyřhra
| Rok  | vítězky                                     | finalistky                            | výsledek            |
| ---- | ------------------------------------------- | ------------------------------------- | ------------------- |
| 2002 | Virginia Ruanová Pascualová Paola Suárezová | Émilie Loitová Rossana de los Ríosová | 6–4, 6–1            |
| 2001 | Amanda Coetzerová Lori McNeilová            | Nicole Arendtová Patricia Tarabiniová | 6–7(8–10), 6–2, 6–4 |
| 2000 | Lilia Osterlohová Tamarine Tanasugarnová    | Rita Grandeová Meghann Shaughnessyová | 7–5, 6–1            |
| 1999 | Laura Montalvová Paola Suárezová            | Janette Husárová Florencia Labatová   | 5–7, 6–4, 6–3       |